# Annweiler am Trifels
Annweiler am Trifels è una città tedesca, nel circondario della Weinstraße Meridionale in Renania-Palatinato. È anche la sede dell'omonima Comunità amministrativa.

## Geografia fisica

### Territorio
Situata nel sud del Palatinato, il Wasgau, vicino ai suoi confini orientali, è attraversata dal fiume Queich. Su tre montagne a sud della città si trovano i castelli di Trifels, di Anebos e Burg Scharfenberg (questi ultimi due amministrativamente compresi nel comune di Leinsweiler).

### Clima

Precipitazioni medie sulla Germania nel periodo 1961 - 1990.

La piovosità è elevata: le precipitazioni annuali medie ammontano a 910 mm, valore che rientra nel quartile più elevato del diagramma dei valori delle precipitazioni in Germania: nel 79% delle stazioni meteo tedesche si registrano valori inferiori. Il mese più secco è quello di aprile ed il più piovoso quello di dicembre. Nel mese di dicembre, quando si registra un valore delle precipitazioni 1,5 volte più alto rispetto a quello del mese di aprile. Le precipitazioni variano solo in minima parte e sono  distribuite piuttosto uniformemente durante tutto l'anno. Nel solo 4% delle stazioni meteo si registra un'oscillazione annua inferiore.

## Storia
La prima menzione di Annweiler risale al 1086. La fondazione ha avuto luogo, come in altri insediamenti con la desinenza-Weiler, probabilmente nel VI o nell'VIII secolo. Annweiler deve la sua denominazione presumibilmente ad un signore franco di nome Anno o Arno.
Negli anni 1125 - 1298 le Insegne Imperiali, fra le quali la Corona Imperiale, furono conservate presso la rocca di Trifels. Nel 1193, e forse fino al 1194, nella rocca di Trifels è stato tenuto prigioniero il re inglese Riccardo Cuor di Leone.
Nel 1219 Annweiler è stata gratificata dall'imperatore Federico II del titolo di città. Nel XVIII secolo Annweiler era la più piccola di tutte le città libere dell'Impero.

### Accorpamenti
Il 22 aprile 1972 è stato Queichhambach e 10 giugno 1979 è stato accolto a Grafenhausen Annweiler su Trifels.

## Società

### Religione
Nel 2007 il 40,4% della popolazione era protestante e il 38,1 %  cattolica. La parte rimanente o apparteneva ad una religione diversa od a nessuna religione.

## Cultura

### Istruzione
Annweiler ha una scuola elementare, una secondaria ed una tecnica. C'è anche una scuola per bambini con difficoltà di apprendimento e una scuola professionale. Il Gymnasium-Trifels è una istituzione ecclesiastica ed è organizzata in parte come un collegio.

### Attrazioni

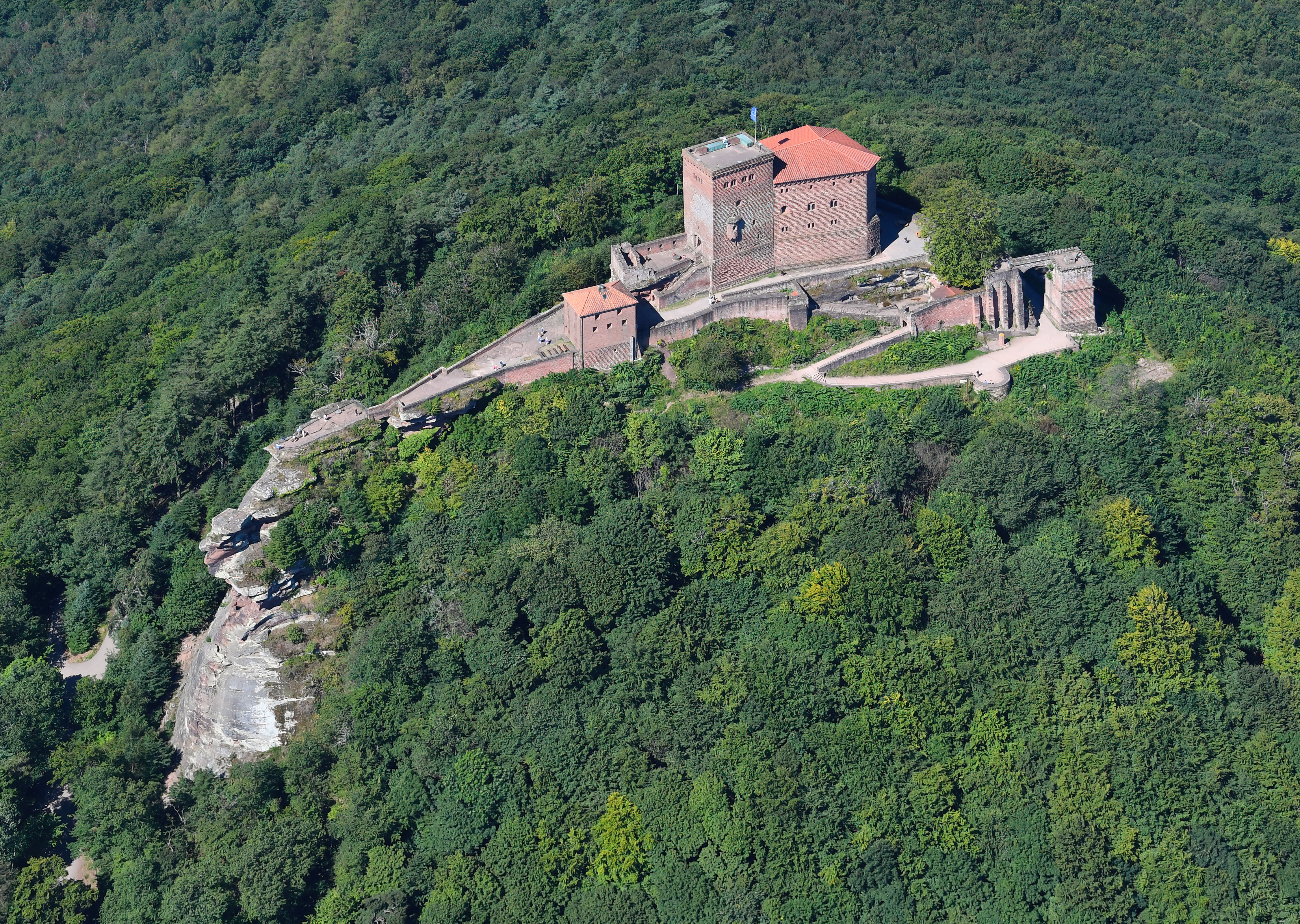
Vista aerea del castello di Trifels

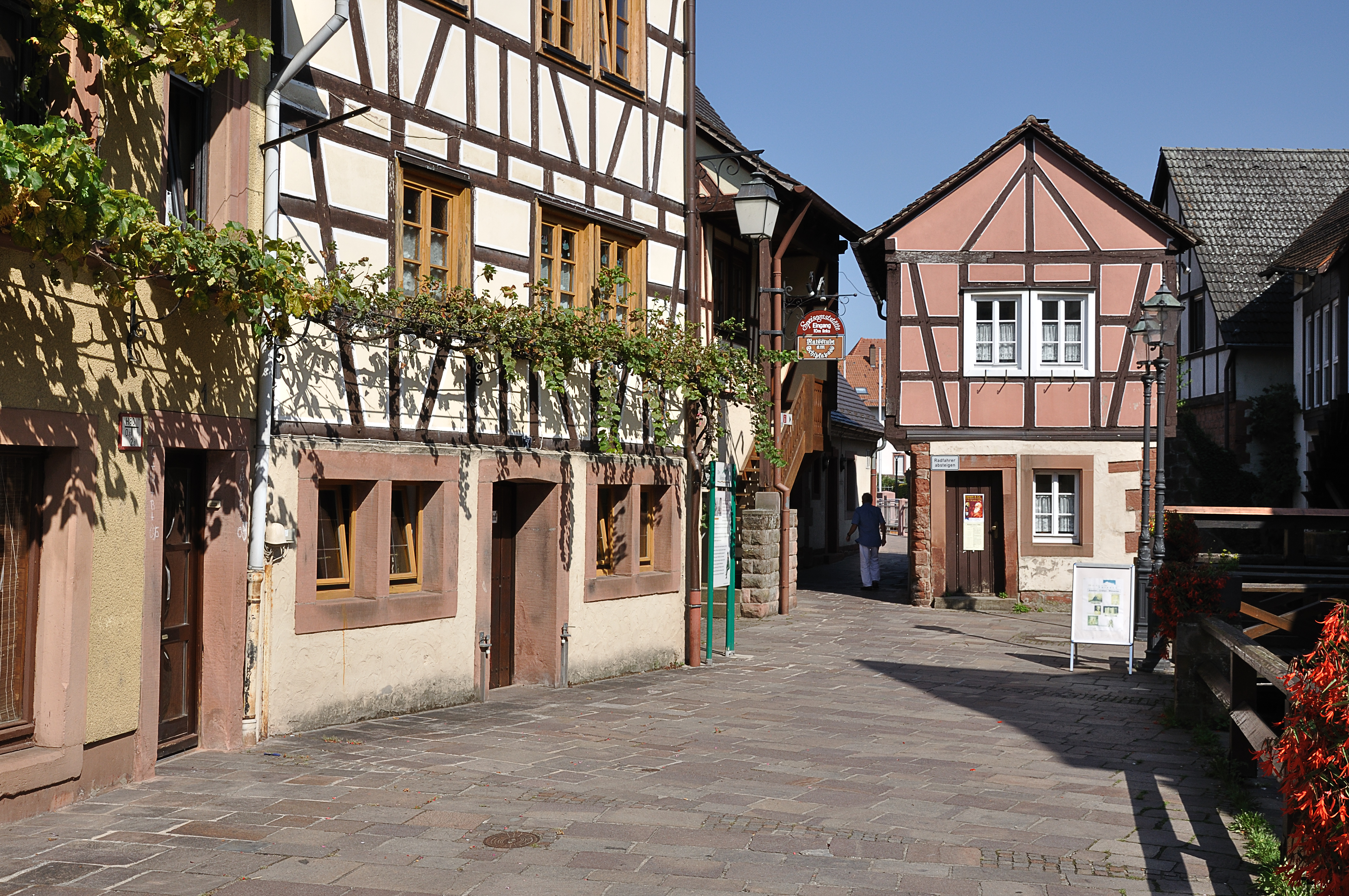
Shipka Pass

Il centro storico, con il vecchio mulino ed il quartiere Gerber (compreso il passaggio "Shipka"), è un punto di riferimento di Anweiler, proprio come la Rocca di Trifels, che è sta parzialmente ristrutturata e riutilizzata. Il museo sotto Trifels è ospitato in tre case a graticcio e mostra la storia della città, del castello e dei Gerber di Annweiler, che tra il XVI ed il secolo hanno dato la loro impronta economica alla città. Sotto il Monte Sole, alto 493 m è il museo del castello Trifels rovine, nel centro della città, la chiesa protestante della città, simbolo della città imperiale. Per il relax si possono utilizzare i parchi cittadini Kurpark ed Ambertpark.

### Le manifestazioni periodiche
Nel 2005 il centro storico ha organizzato per la prima volta il Festival di Riccardo Cuor di Leone. Questa "fiera medievale", un spettacolo con cavalieri, giocolieri, menestrelli e nobili, ha attratto alla prima sua edizione più di 10.000 visitatori.
Alle manifestazioni culturali regolari nella città di Annweiler  appartengono i concerti in piazza e nel parco della città, che si svolgono nell'ambito della Kultursommer (Estate culturale), la Keschdefescht, ruotante intorno alla festa delle castagne, che si svolge nel mese di ottobre di ogni anno, ed i mercati annuali come il Kunsthandwerker (Mercato dell'artigianato) ed il Weihnachtsmarkt (Mercatino di Natale).
Nella sala imperiale della rocca di Trifels vengono offerti i concerti detti Trifels-Serenaden.

## Geografia antropica

### Distretti
Ad Annweiler appartengono i sobborghi di Binder Bach, Sarnstall, Grafenhausen e Queichhambach. A Queichhambach i borghi di Rothenhof e Neumühle.

## Economia
Il più grande datore di lavoro in Annweiler è la fabbrica di tavole cartone Buchmann. produce -  partendo soprattutto da carta riciclata - scatoloni pieghevoli per il confezionamento, in particolare per il settore dei beni di consumo. La società Stabila, che  produce strumenti di misura di precisione. Ci sono anche aziende fornitrici dell'industria automobilistica.

## Infrastrutture e trasporti
Annweiler è accessibile tramite la strada federale 10 (Landau in der Pfalz - Pirmasens),  che nel Nord-Landau è collegata all'autostrada A 65 (Ludwigshafen am Rhein - Karlsruhe). In Annweiler  "Trifels" è segnalata). Da Annweiler la B 10 conduce in direzione di Pirmasens attraverso quattro gallerie (Barbarossatunnel, Staufertunnel, Löwenherztunnel e Kostenfelstunnel). Anche la strada federale 48 (Bingen - Bad Bergzabern)  collega Annweiler con la rete stradale nazionale.
Annweiler è servita dalla linea ferroviaria Queichtalbahn (Landau-Building).

## Amministrazione

### Consiglio comunale
Il Consiglio comunale di Annweiler è composto da 22 membri, eletti in data 7 giugno 2009 con un sistema proporzionale e da un sindaco come presidente.
I seggi del Consiglio comunale sono così ripartiti:
|      | SPD | CDU | FDP | GRÜNE | FWG | Totale   |
| 2009 | 9   | 7   | 2   | 2     | 2   | 22 Seggi |
| 2004 | 9   | 7   | 2   | 2     | 2   | 22 Seggi |

### Arma
La blasonatura è così composta: Da oro e nero divisa, a destra, un castello in crescita rosso a forma di Trifels con le finestre nere, a sinistra una chiesa d'oro con tetto blu in stile romanico, le finestre blu e due campanili con croci dorate.
Esso è stato approvato nel 1950 dal Ministero dell'Interno di Magonza e risale al sigillo di grande città dal 1230.

### Gemellaggi
- Francia  Ambert, cittadina francese nel dipartimento del Puy-de-Dôme (Alvernia), dal 1988
- Italia  Gorgonzola, cittadina italiana della Lombardia, dal 2008

Dalla fine degli anni 1980 è attiva inoltre una partnership tra i vigili del fuoco volontari di Annweiler ed i Sapeurs-Pompiers di Jargeau (FR), nel dipartimento della Loiret.